# Municipio de Roark
El municipio de Roark (en inglés: Roark Township) es un municipio ubicado en el condado de Gasconade en el estado estadounidense de Misuri. En el año 2010 tenía una población de 3774 habitantes y una densidad poblacional de 19,97 personas por km².

## Geografía
El municipio de Roark se encuentra ubicado en las coordenadas 38°38′43″N 91°26′54″O / 38.64528, -91.44833. Según la Oficina del Censo de los Estados Unidos, el municipio tiene una superficie total de 188.98 km², de la cual 185.19 km² corresponden a tierra firme y (2.01%) 3.79 km² es agua.

## Demografía
Según el censo de 2010, había 3774 personas residiendo en el municipio de Roark. La densidad de población era de 19,97 hab./km². De los 3774 habitantes, el municipio de Roark estaba compuesto por el 97.46% blancos, el 0.42% eran afroamericanos, el 0.08% eran amerindios, el 0.45% eran asiáticos, el 0.03% eran isleños del Pacífico, el 0.34% eran de otras razas y el 1.22% pertenecían a dos o más razas. Del total de la población el 1.22% eran hispanos o latinos de cualquier raza.